# 47
Glej tudi: število 47
47 (XLVII) je bilo navadno leto, ki se je po julijanskem koledarju začelo na nedeljo.

## Dogodki
- 1. januar

## Smrti
- Vardan I. Partski kralj Partskega cesarstva približno od leta 40 do 45 n. št. (* ni znano)